# Johann Jacob Meyen
Johann Jacob Meyen (* 26. November 1731 in Kolberg; † 8. März 1797 in Stettin) war ein deutscher Mathematiker. Er lehrte ab 1774 als Professor am Akademischen  Gymnasium zu Stettin. 

## Leben
Meyen besuchte zunächst die Schule in Kloster Berge, dann das Collegium Fridericianum zu Königsberg. Er studierte ab 1750 zunächst an der Universität Königsberg, dann bis 1754 an der Universität Halle. Sein eigentliches Fachstudium war die evangelische Theologie. 
Er wurde 1757 Prediger in Koblentz in Vorpommern. 1761 wechselte er als Magister der Philosophie an die mecklenburgische Universität Bützow.
Ab 1774 lehrte er als Professor der Physik und Mathematik am Akademischen  Gymnasium zu Stettin. Daneben unterrichtete er auf besonderen königlichen Befehl die dortigen Offiziere.
Meyen veröffentlichte unter anderem historisch-mathematische Lehrgedichte sowie Schriften über Kegelschnitte und über Differentialrechnung. Von November 1787 bis März 1788 veröffentlichte er die Monatsschrift Unbekannte, wie auch zu wenig bekannte Wahrheiten der Mathematik, Physik und Philosophie, und deren gemeinnützliche Anwendung, besonders auf die Oekonomie in Pommern und den benachbarten Provinzen.